# Кен Фолет
Кен Фолет (на английски: Ken Follett) е уелски писател, автор на криминални и шпионски трилъри и исторически романи. Пише и под псевдонимите Мартин Мартинсен, Саймън Майлс, Бернард Л. Рос, Закари Стоун.

## Биография и творчество
Кен Фолет е роден на 5 юни 1949 г. Кардиф, Уелс, Великобритания. Първото от четирите деца на Мартин, данъчен инспектор, и Лавиния, домакиня. Семейството е бедно и е към християнската секта на Плимутските братя, поради което не му разрешават да гледа кино или телевизия. Ограниченията го тласкат към четенето на книги от обществената библиотека, като най-голямо впечатление му правят книгите на Инид Блайтън. Майка му също му разказва различни истории и той развива богато въображение. Когато Кен е на десет години, семейството се мести в Лондон.
Учи в гимназия Harrow Weald и техническия колеж Poole. През 1967 г. печели стипендия за Лондонския университет, който завършва през 1970 г. с бакалавърска степен по философия. Тогава се изгражда като атеист и се включва в ляво-центристката политика.
Жени се за първата си съпруга Мери Ема Рут Елсон на 5 януари 1968 г., с която се развежда на 20 септември 1985 г. Имат две деца – Емануел (1968) и Мари-Клер (1973).
След дипломирането си през есента на 1970 г., Фолет завършва три месеца аспирантура в областта на журналистиката. Отива на работа първо като стажант-репортер и после като водещ на рубрика за рок музика в South Wales Echo в Кардиф. През 1973 г. се връща в Лондон в Evening News и работи една година като репортер на вечерните новини. През 1974 г. става редакционен директор, а от 1976 г. заместник изпълнителен директор на малкото издателство „Еверест“, Лондон.

### Творчество
През годините си в Лондон Фолет започва да пише вечерно време и през уикендите като хоби. Един ден му се налага да ремонтира колата и му трябват допълнителни пари, заради което приема да напише трилър. Първият му роман The Big Needle излиза през 1974 г. Роля в изграждането му на писател става Ал Цукерман, който му става агент и му дава ценни съвети за неговите произведения.
Успехът му идва постепенно с натрупването на опит в писателската работа и изграждането на романите. През 1977 г. със завършването на романа „Иглата“, Фолет, имайки подкрепата и одобрението на Цукерман за публикация в САЩ, решава, че романът е много добър и може да му осигури възможност да напусне работа и да развие своята писателска кариера.
През 1978 г. напрегнатият и оригинален трилър „Иглата“ е публикуван и веднага става бестселър в списъка на „Ню Йорк Таймс“. През 1979 г. романът печели наградата „Едгар“ за най-добър роман на годината. Книгата е филмирана през 1981 г. с участието на Доналд Съдърланд, Кейт Нелигън, Стивън Маккена и има изключителен успех.
Благодарение на успеха на „Иглата“ през 1979 г. семейството му наема вила в Грас, Франция, където живеят в продължение на три години.
Фолет намира призванието си и с нови сили се заема с писането. Старае се да бъде перфекционист и да увеличи дължината на романите. Започва да планира предварително, да прави подробно проучване и да събира факти, да разработва предварителна схема. Работи предимно сутрин, а следобедите и вечерите посвещава на другите си занимания. Така писането на един роман му отнема до две години, но резултатът е издаването на нов бестселър.
През 1982 г., поради ангажиментите на Фолет към филмите и театралните спектакли, и към политическата си дейност, се преместват отново в Англия в новата си къща в Съри. През същата година, по време на работа за Лейбъристката партия, се среща с Барбара Броър, секретар на местния клон на партията, с която започва да работи, а по-късно има любовна връзка. През 1985 г. той се развежда и се жени за Барбара на 8 ноември 1985 г. и двамата се местят в Челси, Лондон. Барбара Фолет работи като член на Европейския парламент от Стивънидж в продължение на тринадесет години. Била е министър на културата в правителството на Гордън Браун.
Историческият му роман „Устоите на Земята“, разказващ епичната история за построяването на катедралата в Кингсбридж е публикуван през 1989 г. През 2010 г. е филмиран в едноименния минисериал от братята Ридли и Тони Скот, с участието на Йън Макшейн, Матю Макфадиън, Руфър Сюъл и Еди Редмейн. Номиниран е за 3 награди „Златен глобус“.
Фолет пише неуморно романи до началото на 21-вия век. След това отделя повече време на музикалните си занимания и филмопроизводството.
Родителите му са били музикални, свирили са на пиано и са предали своята нагласа и на сина си. Той свири на бас китара в блус група, наречена Damn Right I've Got The Blues и в ClogIron. Групата издава албум през 2001 г.
Кен Фолет е член на различни организации, които насърчават грамотността и писането, и се включва активно в различни организации в родния си град Стивънидж.
Удостоен е с титлата „доктор хонорис кауза“ от университета в Гламорган, Уелс (2007), от университета на Сагино (2007), и от университета на Ексетър (2008), за своя принос към литературата.
През 2010 г. Фолет отново се връща към писането на романи с новата си серия „Век“.
Има продадени над 100 милиона копия на своите творби.
Кен Фолет живее в Небуорт, Хартфордшър, Англия. Има и апартамент в Кан за почивка. Обича виното и шампанското, особено когато издаде нов роман.

## Произведения

### Серия „Епълс Карстеърс“ (Apples Carstairs) – под псевдонима Саймън Майлс
1. The Big Needle (1974)
2. The Big Black (1974)
3. The Big Hit (1975)

### Серия „Пиърс Роупър“ (Piers Roper)
1. The Shakeout (1975)
2. The Bear Raid (1975)

### Серия „Устоите на Земята“ (Pillars of the Earth)
1. The Pillars of the Earth (1989)
Устоите на земята, изд.: „Студио Арт Лайн“, София (2010, 2013, 2017), прев. Валери Русинов
2. World Without End (2007)
Свят без край, изд.: „Студио Арт Лайн“, София (2012), прев. Мариана Христова
3. A Column of Fire (2017)
Устои в пламъци, изд.: „Студио Арт Лайн“, София (2017), прев. Боряна Даракчиева

### Серия „ХХ век“ (Century)
1. Fall of Giants (2010)
Крахът на титаните, изд.: „Студио Арт Лайн“, София (2013), прев. Борис Шопов
2. Winter of the World (2010)
Зимата на света, изд.: „Студио Арт Лайн“, София (2013), прев. Борис Шопов
3. Edge of Eternity (2014)
Прагът на вечността, изд.: „Студио Арт Лайн“, София (2014), прев. Борис Шопов

### Самостоятелни романи
- The Power Twins: A Science Fantasy for Young People (1976) – под псевдонима Мартин Мартинсен
- The Secret of Kellerman's Studio (1976)
- Amok King of Legend (1976) – под псевдонима Бернард Л. Рос)
- The Modigliani Scandal (1976 – под псевдонима Закари Стоун
Скандалът Модиляни, изд.: ИК „Хермес“, Пловдив (2002), прев. Пенка Стефанова
- The Mystery Hideout (1976)
- Paper Money (1977) – под псевдонима Закари Стоун
Книжни пари, изд.: ИК „Хермес“, Пловдив (2001), прев. Иван Атанасов
Книжни пари, изд.: „Студио Арт Лайн“, София (2020), прев. Иван Атанасов
- Capricorn One (1978) – под псевдонима Бернард Л. Рос
- Eye of the Needle (Storm Island) (1978)
Иглата, изд.: „Народна култура“, София (1992), прев. Кристин Василева
Ухото на иглата, изд.: „Студио Арт Лайн“, София (2021), прев. Кристин Василева
- Triple (1979)
- The Key to Rebecca (1980)
Ключът към Ребека, изд.: „Студио Арт Лайн“, София (2013), прев.
- The Man from St. Petersburg (1982)
Мъжът от Санкт Петербург, изд.: „Студио Арт Лайн“, София (2013), прев. Боряна Даракчиева
- On Wings of Eagles (1983)
На орлови криле, изд.: „Студио Арт Лайн“, София (2016), прев. Боряна Даракчиева
- Lie Down with Lions (1985)
Долината на лъвовете, изд.: ИК „Хермес“, Пловдив (2000), прев. Валентина Рашева
Долината на лъвовете, изд.: „Студио Арт Лайн“, София (2020), прев. Валентина Рашева
- Night Over Water (1991)
Нощ над водата, изд.: „Летера“, София (1993), прев. Кристин Василева
Нощ над водата, изд.: „Студио Арт Лайн“, София (2019), прев. Кристин Василева

- A Dangerous Fortune (1993)
Опасно богатство, изд.: „Студио Арт Лайн“, София (2012), прев. Яна Грозева
- A Place Called Freedom (1995)
Жажда за свобода, изд.: ИК „Вероника“, София (2000), прев. Ива Димитрова
- The Third Twin (1996)
Третият близнак, изд.: ИК „Хермес“, Пловдив (1997), прев. Огнян Алтънчев
Третият близнак, изд.: „Студио Арт Лайн“, София (2019), прев. Огнян Алтънчев
- The Hammer of Eden (1998)
Проклятие от рая, изд.: ИК „Хермес“, Пловдив (1998), прев. Огнян Алтънчев
- Code to Zero (2000)
Пробуждане, изд.: ИК „Хермес“, Пловдив (2000), прев. Огнян Алтънчев
Обратно броене, изд.: „Студио Арт Лайн“, София (2018), прев. Огнян Алтънчев
- Jackdaws (2001)
Операция Врана, изд.: ИК „Хермес“, Пловдив (2002), прев. Огнян Алтънчев
Кодово име Врани, изд.: „Студио Арт Лайн“, София (2021), прев. Огнян Алтънчев
- Hornet Flight (2002)
Полетът на стършела, изд.: „Студио Арт Лайн“, София (2015), прев. Боряна Даракчиева
- Whiteout (2004)
Снежна вихрушка, изд.: ИК „Хермес“, Пловдив (2006), прев. Огнян Алтънчев
Снежна вихрушка, изд.: „Студио Арт Лайн“, София (2020), прев. Огнян Алтънчев

### Документалистика
- Under the Streets of Nice (Heist of the Century) (1978) – в съавторство с Рене Луи Морис
Под улиците на Ница, изд.: „Стоянов“, София (1996), прев. Кристина Чакърова
- The Gentlemen of 16 July (1980)

### Филмография
- 1978 Target, тв сериал, сценарий, 1 серия
- 1981 Eye of the Needle, филм по романа
- 1985 The Key to Rebecca, тв филм по романа
- 1986 On Wings of Eagles, тв минисериал базиран на романа
- 1994 Red Eagle, тв филм по романа
- 1997 The Third Twin, тв филм по романа

Кен Фолет участва като актьор в ролята на прислужник
- 2009 White Wedding, изпълнителен продуцент
- 2010 Eisfieber, тв филм
- 2010 The Pillars of the Earth, тв минисериал по романа

Кен Фолет участва в три епизода като актьор в ролята на търговец
- 2011 Paradise Stop, изпълнителен продуцент
- 2012 World Without End, тв минисериал по романа